# Simas Kondrotas
Simas Kondrotas, né le 1er février 1985 à Klaipėda, est un coureur cycliste lituanien.

## Palmarès sur route et classements mondiaux

### Palmarès
- 2006
  - 2e du Grand Prix Nieuwkerken-Waas
  - 3e d'À travers le Hageland
- 2007
  - Omloop der Vlaamse Gewesten
  - Grand Prix Joseph Bruyère
  - 2e de Bruxelles-Zepperen
  - 3e de Bruxelles-Opwijk
- 2008
  - 4e étape des Cinq anneaux de Moscou
- 2009
  - 3e du De Drie Zustersteden

### Classements mondiaux
| Année           | 2005   | 2006   | 2007 | 2008 | 2009 | 2010 |
| --------------- | ------ | ------ | ---- | ---- | ---- | ---- |
| UCI Europe Tour | 1 351e | 1 332e | 712e | 360e |      | 552e |

## Palmarès sur piste

### Championnats d'Europe
- Athènes 2006
  -  Médaillé de bronze de la poursuite par équipes espoirs